# Chiesa di San Bartolomeo Apostolo (Temù)
La chiesa di San Bartolomeo Apostolo è la parrocchiale di Temù, in provincia e diocesi di Brescia; fa parte della zona pastorale dell'Alta Val Camonica.

## Storia
La prima citazione d'una cappella a Temù risale al 1567, anno della visita pastorale del vescovo Domenico Bollani, per poi venir nuovamente menzionata nel 1573; era filiale della chiesa di Villa Dalegno e settimanalmente vi si celebravano le funzioni.
La chiesa temunese fu eretta a parrocchiale il 16 dicembre 1667, tramite decreto del vescovo di Brescia Marino Giovanni Zorzi; nel 1683 iniziarono i lavori di costruzione del campanile, che fu portato a termine nel 1685, anno in cui fu modificata anche la chiesa.
Dalla relazione della visita pastorale del 1702 del vescovo Daniele Marco Dolfin si apprende che la parrocchiale, in cui erano collocati quattro altari e avevano sede le scuole del Corpo di Cristo, del Santissimo Rosario e di Sant'Antonio Abate, aveva alle sue dipendenze le chiesette di Sant'Alessandro Martire e di Sant'Antonio.
Il nuovo pavimento venne posto tra il 1847 e il 1850 e il 24 agosto 1864 fu impartita la consacrazione dal vescovo di Brescia Girolamo Verzeri.
Nel 1927 la chiesa fu interessata da un intervento di ristrutturazione, che interessò particolarmente la facciata, che venne adornata da Mario Zappetti, mentre nel 1947 fu condotto un nuovo restauro su disegno di Virgilio Toloni.
Il pavimento venne rifatto nel 1968, mentre dieci anni dopo furono realizzati da Mino Trombini i mosaici della facciata per sostituire gli affreschi dello Zappetti; il 14 aprile 1989, come stabilito dal Direttorio diocesano per le zone pastorali, la parrocchia confluì nella neo-costituita zona pastorale dell'Alta Val Camonica.

## Descrizione

### Esterno
La facciata della chiesa è tripartita da quattro lesene con capitelli dorici, sorreggenti il timpano triangolare aggettante; al centro è presente il portale d'ingresso, in marmo di Vezza d'Oglio, sopra il quale vi sono un affresco e una serliana, mentre nelle due parti laterali sono visibili altrettanti affreschi.
Accanto alla chiesa si erge il campanile, coronato da una merlatura, la cella del quale presenta una bifora per lato.

### Interno

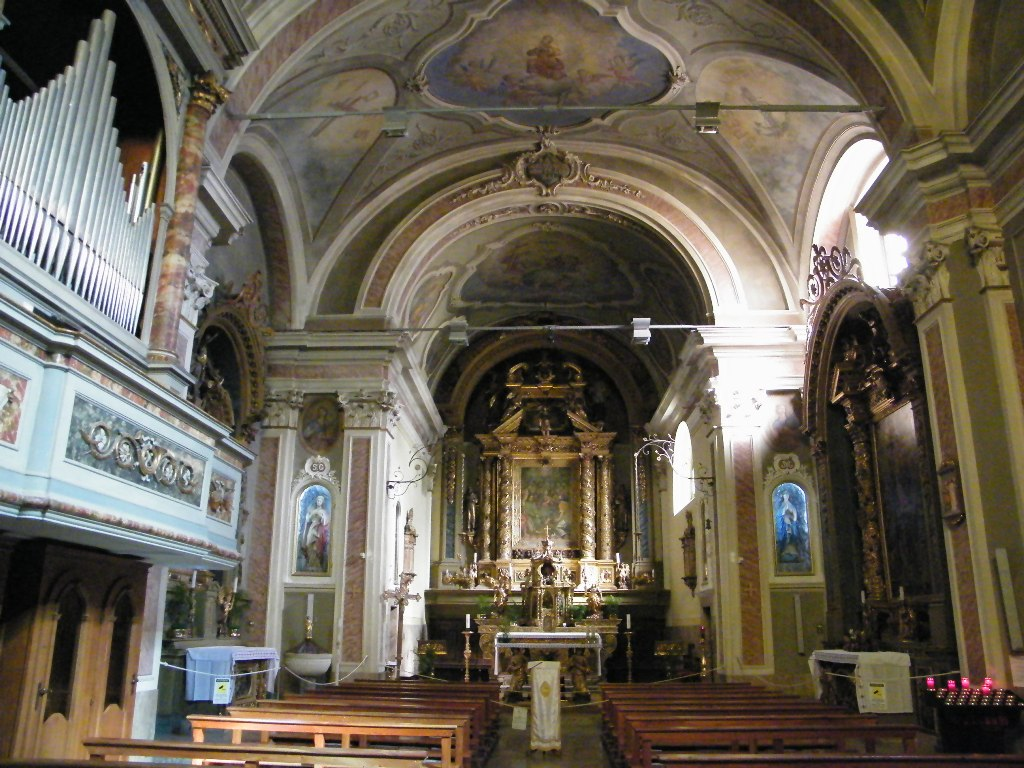
L'interno

L'interno, adornato da svariate opere d'arte lignee, è composto da un'unica navata, la cui copertura è costituita dalla volta a botte caratterizzata da un unghioni, e sulla quale si affacciano le quattro piccole cappelle laterali; al termine dell'aula si sviluppa il presbiterio.